# Збірна Південного Ємену з футболу
Збірна Південного Ємену з футболу представляла Народну Демократичну Республіку Ємен з 1965 по 1989 роки. У 1990 році збірна була розпущена у зв'язку з об'єднанням Ємену.
Південний Ємен ніколи не брав участь у фінальній частині чемпіонату світу. У 1976 році Південний Ємен єдиний раз виступив на Кубку Азії, поступившись 0:8 Ірану і 0:1 Іраку.
Всього з 1965 по 1989 роки збірна провела 36 матчів, 6 із яких виграла, 4 зіграла внічию, 26 програла. Різниця м'ячів 30-127.

## Відбіркові турніри чемпіонатів світу
Південний Ємен взяв участь лише в одному відбірковому турнірі до чемпіонату світу 1986 року. Поступившись збірній Бахрейну вдома 1:4 і зігравши в гостях внічию 3:3, Південний Ємен вибув з подальшої боротьби.
Південний Ємен також заявився для участі у відбірковому турнірі до чемпіонату світу 1990 року, але знявся зі змагань, не провівши жодної гри.

## Статистика матчів
| Суперники         | Матчі | В | Н | П | ГЗ | ГП |
| ----------------- | ----- | - | - | - | -- | -- |
| Алжир             | 2     | 0 | 0 | 2 | 2  | 19 |
| Бахрейн           | 3     | 0 | 1 | 2 | 4  | 9  |
| Гвінея            | 1     | 1 | 0 | 0 | 1  | 0  |
| Джибуті           | 1     | 0 | 0 | 1 | 1  | 4  |
| Єгипет            | 3     | 0 | 0 | 3 | 1  | 25 |
| Індонезія         | 1     | 0 | 0 | 1 | 0  | 1  |
| Йорданія          | 2     | 1 | 0 | 1 | 4  | 4  |
| Ірак              | 3     | 0 | 0 | 3 | 2  | 10 |
| Іран              | 3     | 0 | 0 | 3 | 0  | 12 |
| Кувейт            | 1     | 0 | 0 | 1 | 1  | 5  |
| Ліван             | 1     | 0 | 0 | 1 | 3  | 4  |
| Мавританія        | 1     | 1 | 0 | 0 | 2  | 0  |
| Марокко           | 1     | 0 | 0 | 1 | 0  | 4  |
| Палестина         | 2     | 0 | 1 | 1 | 0  | 1  |
| Саудівська Аравія | 2     | 2 | 0 | 0 | 2  | 0  |
| Сирія             | 3     | 1 | 0 | 2 | 4  | 10 |
| Судан             | 1     | 0 | 0 | 1 | 0  | 9  |
| Туніс             | 1     | 0 | 0 | 1 | 0  | 2  |
| Ефіопія           | 1     | 0 | 1 | 0 | 1  | 1  |
| Південна Корея    | 2     | 0 | 1 | 1 | 1  | 4  |
| Японія            | 1     | 0 | 0 | 1 | 1  | 3  |